# 宋雍
宋雍（1394年—？），福建莆田县人，順天府宛平縣籍，富戶籍。明朝政治人物。同進士出身。

## 生平
宣德七年（1432年）壬子科順天府鄉試第一名。宣德八年（1433年）癸丑科會試第三十九名，殿試登進士第三甲第十一名。

## 家族
曾祖父宋均履。祖父宋彥章。父亲宋士秩。

## 紀念
塘头解元坊，在荔城区塘头村。正统六年（1441年），兴化知府余炅为宋雍所立。成化年间，宋雍子青阳县学教谕宋具瞻重修，今不存。